# Madippakkam
Madippakkam é uma vila no distrito de Kancheepuram, no estado indiano de Tamil Nadu.

## Demografia
Segundo o censo de 2001,  Madippakkam  tinha uma população de 14,940 habitantes. Os indivíduos do sexo masculino constituem 51% da população e os do sexo feminino 49%. Madippakkam tem uma taxa de literacia de 88%, superior à média nacional de 59.5%: a literacia no sexo masculino é de 90% e no sexo feminino é de 85%. Em Madippakkam, 9% da população está abaixo dos 6 anos de idade.